# Бєліков Сергій Вікторович
Сергій Вікторович Бєліков (нар. 24 липня 1978) — український футболіст, півзахисник.

## Життєпис
У футболроз починав грати в аматорській команді «Нива» (Нечаяне). У 1996 році перейшов у СК «Миколаїв», де виступав спочатку в дублі, а потім в основній команді.
7 липня 1998 року в поєдинку «Миколаїв» - «Нива» (Тернопіль) (0: 1) дебютував у вищій лізі чемпіонату України. Всього у вищій лізі зіграв 4 матчі.
Не зумівши закріпитися в основному складі миколаївців, Сергій почав залучатися до матчів фарм-клубу «корабелів» — «Олімпії ФК АЕС». Згодом Бєліков став повноцінним гравцем південноукраїнського клубу. Загалом за п'ять років зіграв за «Олімпію» 172 матчі в чемпіонатах України.
З весни 2006 року виступав в аматорській команді «Автолокомотив», яка представляє в чемпіонаті області автотранспортне господарство при Южно-Українській АЕС. У команді грав по 2012 рік включно.